# (9008) Bohšternberk
(9008) Bohšternberk est un astéroïde de la ceinture principale.

## Description
(9008) Bohšternberk est un astéroïde de la ceinture principale. Il fut découvert le 27 janvier 1984 à l'Observatoire Kleť par Antonín Mrkos. Il présente une orbite caractérisée par un demi-grand axe de 2,18 UA, une excentricité de 0,11 et une inclinaison de 6,4° par rapport à l'écliptique.

## Compléments